# 中国天主教
天主教會在中国拥有漫长而复杂的历史。元朝時開始有傳教士進入中國傳教，但大規模的發展則始於清末。現今中國天主教會建有聖統制（起始於1946年），但因國共內戰於1949年起執政的共產黨政府以「三自」方針控制與限制天主教在中國的發展，導致聖座目前對中國天主教會無法實施完全的管轄及共融；聖座也僅與國共內戰後從中國大陸遷往臺灣的中華民國政府建立正式外交關係，並未和中國共產黨執政的中華人民共和國政府建交。在2018年中國政府發布的資料中指出，中國的天主教徒已達600萬人。

## 概況
根據香港民間組織發布的報告，2020年在中國天主教信徒約一千萬人，共有99位主教（政府承認的「地上教會團體」主教72位，66位在職、「地下教會團體」27位，14位在職）。147個教區及31個牧民區域（中國政府的統計數字：95個教區及7個牧民區域）。2020年有39位新祝聖的地上教會團體司鐸，約4,000名司鐸（ 沒有地下教會團體司鐸和拒絕登記的司鐸人數）。6所總修院，共350名修生。地下教會團體有5個培育團體，約70名修生。約4,600名修女（地上教會團體約3,250名，分屬87個修會），地下教會團體約1,350名，分屬40個修會。

## 歷史

### 元朝時期
1289年，時任教宗尼各老四世派遣意大利籍方济会会士若望·孟高维诺帶同聖座召書前往中國元朝。他與另一位會士由陸路，經中亞、印度，從當時的重要港口泉州上岸，再到大都。約1289年抵达元朝首都大都。方济各会在北京和泉州等地的蒙古人和色目人中间发展了约3万名天主教徒。
1368年，元朝被明朝所取代後，約30,000天主教徒大多被明朝军队趕回了草原。

### 明朝
1552年8月底，方濟·沙勿略神父到印度和日本傳教後，在中國廣東臺山海岸的上川島上計畫準備偷渡入境。但是，答應幫助他偷渡的中國商人反悔，遲遲不來。1552年12月3日晨，沙勿略因瘧疾病逝於島上。
1583年，耶稣会传教士利玛窦得到允许，从澳门进入广东省肇庆居住。他们所采取的上层传教的策略取得了成功，得以进入宫廷，但他们宽容中国信徒祭祖的做法招致其他修会的批评，由此引發中國禮儀之爭。

### 清朝
教宗克勉十一世當時聽信道明會和方济会的控告，認為中国儒家的祭孔及祖先崇拜違反天主教教義，結果引發清朝朝廷反制，嚴厲限制傳教士活动。直到1939年，罗马教廷才撤消禁止中国教徒祭祖的禁令。

### 中華民國

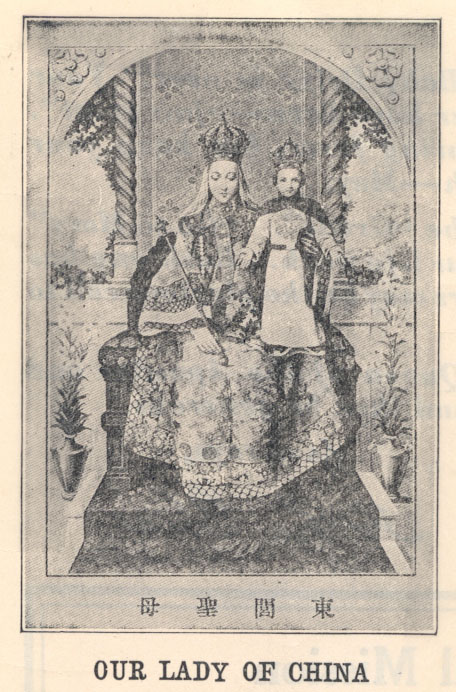
东闾圣母

1922年8月9日，時任教宗庇護十一世派任首任宗座代表剛恆毅總主教駐節於當時中華民國首都北京。1924年在上海舉行第一次全國主教會議；在選出了若干名中國主教後，並在新成立的修會和團體協助下，發展出137個傳教區；其中99個晉升為宗座代牧區，餘下則為宗座監牧區。
1942年，教廷与中华民国建立外交关系，當時首任駐教廷公使為謝壽康。
1946年4月11日，時任教宗庇護十二世簽署《Sinarum》宗座憲令，在中國成立聖統制。99個宗座代牧區升格為教區或總教區，20個教省同時成立。此后共设有20个总教区、100个教区，29个宗座监牧区。聖座於首都南京設立駐華使館，黎培理總主教擔任駐華教廷公使。當時，全國約有3,000,000名信徒，700,000名慕道者，5,000名神職人員，其中2,000名是中國國籍；亦有1,262名會士，6,133名修女，協助傳教工作。在各地設有小修院。全國有十二所區域性總修院、5所超地區性總修院。
1949年中華民國政府遷台後，教廷繼續承認其為代表中國之政府，並且在臺北恢復設置「教廷駐華公使館」（銜牌上為楷書正體字，並有拉丁文“Nuntiatura Apostolica in Sinis”——與當年在北京和南京時一樣），並於1959年升格為大使館。
1971年中華民國退出聯合國後，教廷召回駐華大使，改為參贊代辦常駐臺北的教廷駐華大使館。（參贊代辦是當大使暫時離職、尚未指派或因特殊原因而無法向駐在國派駐大使的另一個最高外交代表職銜。） 雖因政治因素，梵蒂岡駐華職稱有所變化。

### 中华人民共和国
1949年，主張無神論及唯物主義的中国共产党在中國大陸建立中华人民共和国，基督教會一部份遷到台灣，一部份留在大陸。当时在中国的137个教区中，有28个是由華人管理（21名主教和7名高级教士），另外109名主教和高级教士则為外国人。1949至1951年間，留在大陸的傳教士曾遭拘捕入獄，繼而多數被驅逐出境，大多數到台灣繼續傳教。中國共產黨認為宗教信仰會干预或影响中华人民共和国公民的活动，雖然1980年改革開放後設國家宗教事務局專職包括天主教在內的所有宗教事宜，法律层面上宣稱公民有宗教信仰自由，但在实际操作中公民仍受部分限制。中华人民共和国政府自行設立合稱為「一會一團」的天主教管理機構：中國天主教愛國會及中國天主教主教團，而聖座對這兩個機構都無法管轄。教徒敬拜儀式必須在登记教会的教堂進行，不接受由梵蒂岡任命主教。中国共产党黨員必須是無神論者或退出宗教才可入黨，非中共黨員的天主教公民可以在宗教上接受教宗教导，但前提是需服從中國共產黨在政治，思想和組織的領導。
1955年末，留駐中國的外籍神父、修士和修女尙有約6,000人。其後，中國政府以各種方式驅逐出境。1966年，只有9位瑪利亞方濟各傳教修會修女獲准繼續居留，以服務在北京的一所專收外交團子女學校。但是，在文化大革命期間被紅衛兵粗暴地驅逐。此時，除了美國籍天主教中華全國教務協進委員會秘書長華理柱主教仍然被捕坐監外, 中國已沒有外籍傳教士。
美国天主教出版物《Commonweal》的中国天主教调查认为，中国天主教爱国会是组织，本身并非教会，无论神父、主教、修女或平信徒，都不再属于它。这意味着中国三分之二的登记教会主教现在已经被梵蒂冈承认。2005年6月28日，上海教区辅理主教邢文之的任命据说得到了梵蒂冈和北京的双重认可。在过去，梵蒂冈和北京建交的一个主要的障碍就是由谁任命主教的问题。为了进一步表示梵蒂冈与北京的和睦，教宗本笃十六世邀请4名中国主教，包括2位政府承认的主教，1位地下主教，还有一位最近加入登记教会的地下主教，参加2005年10月主教大会。北京最终拒绝让4位主教参加大会。

### 澳門與香港

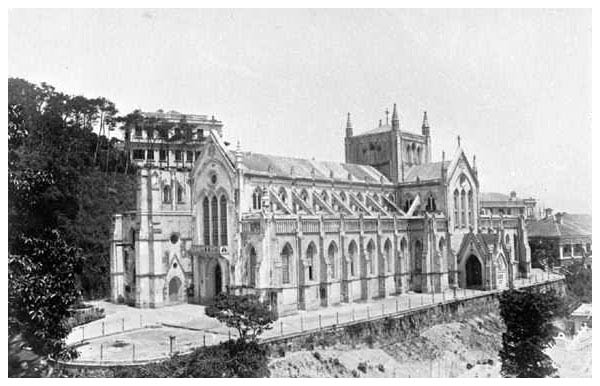
1897年香港宗座監牧區的聖母無原罪主教座堂

因特殊的歷史因素，澳門與香港的天主教發展歷史早於中國內地，並各自擁有直屬於羅馬教廷管理的教區。
葡萄牙人於1553年開始居留澳門一帶，1555年，耶穌會會士巴來多神父到達澳門開展牧靈工作。1562年，瘋堂、花王堂和風順堂的小教堂建成，隸屬於馬六甲教區。1576年1月23日，教宗額我略十三世下令成立澳門教區，為東亞第一個成立的教區。
1841年1月26日，英國的駐華商務總監暨英國皇家海軍軍官查理·義律率先佔領香港島，展開英治香港時代。同年4月22日，香港島及其周圍6公里的地方脫離澳門教區，成立香港宗座監牧區。
其後，天主教在澳門與香港迅速發展，並提供教育、醫療及社會福利等服務，在兩地的社會均具有一定的影響力。

## 主要组織
- 中国天主教爱国会（教友团体）
- 中国天主教主教团（民間团体）
- 中国大陆主教团
- 天主教中華全國教務協進委員會（教友团体）
- 中国天主教教区

### 修會

#### 本地修會
- 主徒会
- 耀漢小兄弟會

#### 外來修會
- 耶稣会
- 慈幼會
- 母佑會
- 圣母圣心会
- 玛利诺外方传教会
- 巴黎外方传教会
- 本笃会
- 圣言会
- 方濟会
- 道明会
- 熙篤會

## 著名人物

### 明朝
- 耶稣会来华传教士：方济各·沙勿略、郭居静、利玛窦、汤若望
- 圣教三柱石：徐光启、李之藻、杨廷筠

### 清朝
- 耶稣会来华传教士：汤若望、南怀仁、朗世宁

### 中華人民共和國香港特別行政區
政協委員
- 林仲偉神父為廣東省樂昌市政協委員，是少數獲邀加入中國大陸官方政治組織的羅馬天主教神父。

### 中华人民共和国
中华人民共和国籍枢机
1. 龚品梅 枢机，上海教区已故主教

著名主教
- 皮漱石 总主教，奉天总教区总主教，中国天主教爱国会第一至二届主席
- 范学淹 主教，保定教区已故主教
- 傅铁山 主教，北京教区已故主教（自选自圣，教廷不承认其主教身份），全国人大常委会副委员长
- 金鲁贤 主教，现任上海教区主教（自选自圣）／助理主教（2007年获教宗认可），中国天主教“一会一团”名誉主席，全国政协常务委员
- 邢文之 主教，现任上海教区辅理主教（中梵双方承认），状况不明
- 李山 主教，现任北京教区主教（中梵双方承认）
- 马英林 主教，现任昆明教区主教（自选自圣，教廷不承认其主教身份），中国天主教主教团主席
- 房兴耀 主教，中国天主教爱国会主席

著名教友
- 刘柏年 教友，现任中国天主教爱国会名誉主席、全国政协常务委员

### 引用
1. ↑  . 中华人民共和国国务院新闻办公室.   [2022-05-23]. （原始内容存档于2018-05-08）.
2. ↑  聖神研究中心.  (PDF). 鼎. 2021年, (198期): 293页  [2023-09-16]. （原始内容存档 (PDF)于2023-01-29）.
3. ↑   趙慶源 (编). . 中華民國台南市: 聞道出版社. 1980年9月 （中文）.
4. ↑  Gabriel Chow. . 鹽與光傳媒. 2021年4月11日  [2021年4月11日] （中文）.
5. ↑  张彦. . nytimes中文. 2017-12-06. （原始内容存档于2017-12-06）.
6. ↑   穆啟蒙 (编). . 中華民國台北市: 光啟出版社. 1991年7月. ISBN 9575460774 （中文）.

## 延伸閱讀
- 黃一農：〈從韓霖《鐸書》試探明末天主教在山西的發展〉.
- 黃一農：〈明末清初天主教的「帝天說」及其所引發的論爭〉.
- 黃一農：〈明清天主教在山西絳州的發展及其反彈〉.
- 黃一農：〈明末清初天主教傳華史研究的回顧與展望〉.
- 黃一農：〈南明永曆朝廷與天主教〉.
- 黃一農：〈揚教心態與天主教傳華史研究──以南明重臣屢被錯認為教徒為例〉.
- 古偉瀛：〈十九世紀台灣天主教(1859-1895)－－策略及發展 （页面存档备份，存于）〉.